# Goldenrod
Goldenrod – jednostka osadnicza w Stanach Zjednoczonych, w stanie Floryda, w hrabstwie Seminole.